# Румянцев Іван Васильович
Іва́н Васи́льович Румя́нцев (рос. Иван Васильевич Румянцев; 23 жовтня 1922 — 3 травня 1984) — радянський військовик, у роки Другої світової війни — навідник міномету 104-го гвардійського стрілецького полку 36-ї гвардійської стрілецької дивізії 57-ї армії, гвардії молодший сержант. Герой Радянського Союзу (1943).

## Життєпис
Народився в селі Василєво, нині Торжоцького району Тверської області Росії, в селянській родині. Росіянин. Закінчив 7 класів школи, працював у колгоспі.
У лавах РСЧА з жовтня 1941 року. В діючій армії — з серпня 1942 року. Воював на Сталінградському, Воронезькому, Степовому, 2-му та 3-му Українських фронтах. Член ВКП(б) з 1943 року.
Навідник міномету мінометної роти 1-го стрілецького батальйону 104-го гвардійського стрілецького полку 36-ї гвардійської стрілецької дивізії гвардії молодший сержант І. В. Румянцев особливо відзначився під час битви за Дніпро. Уночі проти 26 вересня 1943 року він зі своїм мінометом і обслугою одним з перших переправився через річку Дніпро в районі села Сошинівка Верхньодніпровського району Дніпропетровської області. Швидко встановивши міномета на правому березі, відкрив мінометний вогонь по височині 134.4, на якій укріпився супротивник. Завдяки цьому радянська піхота швидко оволоділа височиною. У цьому бою обслуга міномету знищила 1 станковий, 2 ручних кулемети і 45 солдатів супротивника. 28 вересня ворог, при підтримці 17 танків, здійснив контратаку на височину 134.4. Обслуга міномету нищівним вогнем відсікала піхоту супротивника від танків, що сприяло вдалому відбиттю контратаки.
Після війни продовжив військову службу на посаді старшини роти у повітряно-десантних військах. У 1947 році звільнився у запас.
Мешкав у місті Торжок Тверської області, працював слюсарем на заводі.

## Нагороди
Указом Президії Верховної Ради СРСР від 20 грудня 1943 року «за успішне форсування річки Дніпро, міцне закріплення плацдарму на західному березі річки Дніпро та виявлені при цьому відвагу і героїзм», гвардії молодшому сержантові Румянцеву Івану Васильовичу присвоєне звання Героя Радянського Союзу з врученням ордена Леніна і медалі «Золота Зірка» (№ 1436).
Також нагороджений орденом Червоної Зірки (10.10.1943) і медалями, у тому числі «За відвагу» (14.01.1943).